# Ulay
Frank Uwe Laysiepen, más conocido como Ulay  (Solingen, Alemania, 30 de noviembre de 1943-Liubliana, Eslovenia, 2 de marzo de 2020) fue un fotógrafo y artista alemán de performance de finales de los años 1960 y 1970 con obras expuestas en el año 2010 en el Museo de Arte Moderno de Nueva York.

## Biografía

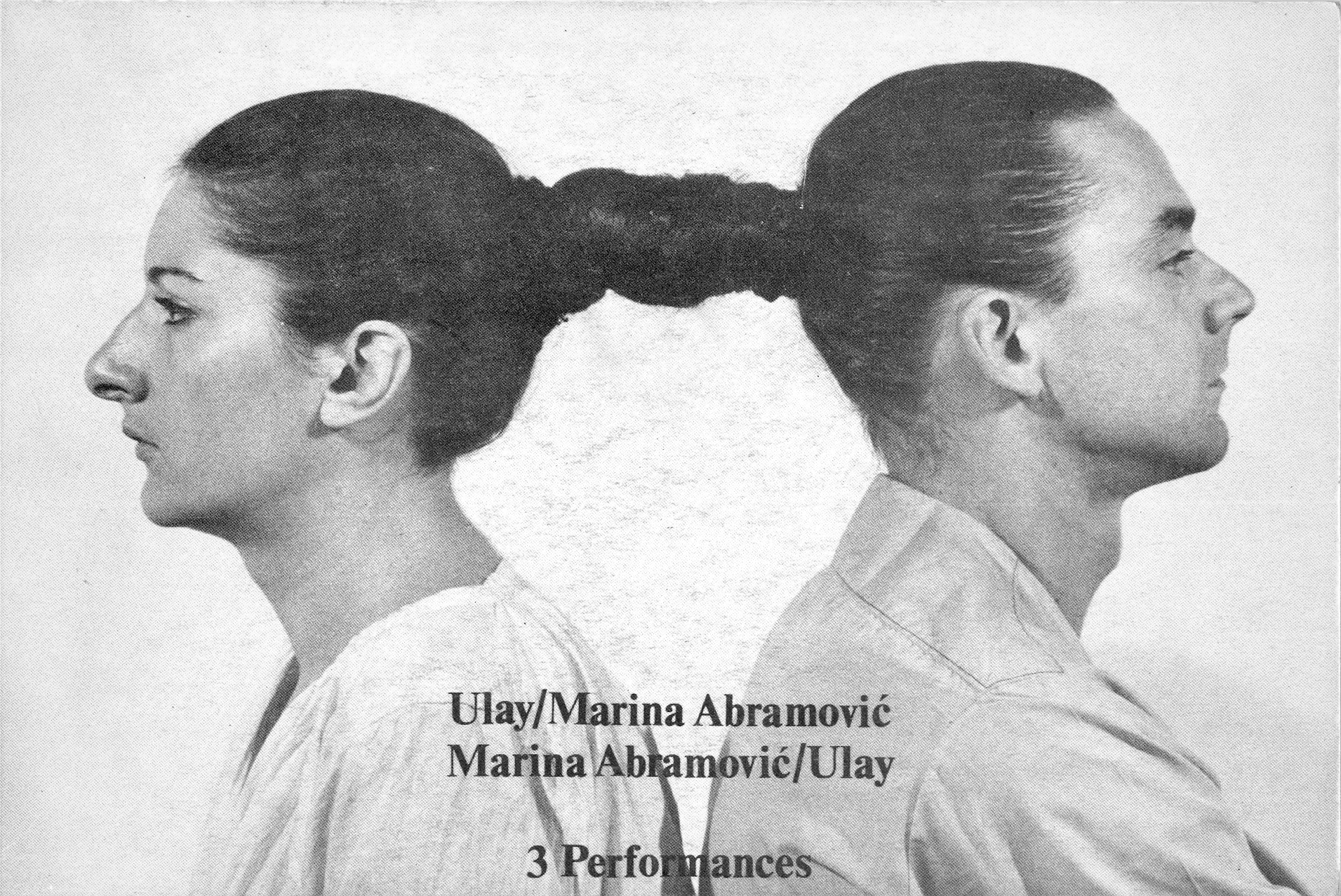
Marina Abramović y Ulay, libro de artista, museo CODA, 1978.

El contenido central de sus obras es la relación entre el cuerpo, el espacio y la sociedad. Viajó a diferentes países para colaborar con artistas locales. Entre estos países se puede nombrar Australia, China, Estados Unidos y Países Bajos.
De 1976 a 1989 trabajó junto a Marina Abramovic. Las actuaciones realizadas en este periodo son las obras más conocidas de Ulay.
En 1988, Ulay y Abramovic decidieron hacer un viaje espiritual que pondría fin a su relación. Cada uno de ellos caminó por uno de los extremos de la Gran Muralla China y se reunieron en el centro. Ulay partió del desierto de Gobi y Abramovic en el mar Amarillo. Cada uno de ellos caminó 2500 kilómetros, se encontraron en el centro y se dijeron "adiós".
En 2010 el MoMa presentó una retrospectiva de la obra de Abramovic, donde ella interpretó "La Artista Está Presente" (The Artist Is Present), compartiendo un minuto de silencio con cada desconocido que se sentó frente a ella. Ulay hizo una aparición sorpresa la noche de apertura y Abramovic experimentó una fuerte reacción emocional al ver frente a ella a Ulay.
Debido a su formación como fotógrafo, Ulay documentaba sus actuaciones constantemente. Uno de sus medios favoritos fue la Polaroid.
Después de cinco años como profesor de actuación y medios de comunicación y arte en la Staatliche Hochschule für Gestaltung de Karlsruhe (1999-2004) en Alemania, regresó a Ámsterdam aunque siguió viajando por el mundo y trabajando con la fotografía. Realizó su última performance en Mediamatic's "Está sucediendo ahora" en Ámsterdam el 6 de mayo de 2007.
Su último proyecto Agua para todos (Watertoall) se centró en el mundo árabe y su escasez de agua en comparación con Países Bajos. En una entrevista de 2011, declaró:

"Recientemente he decidido que cada vez que me encuentro con alguien, debo presentarme como "Agua" (Water). Piense en ello: Nuestros cerebros son alrededor del 90 por ciento de agua, nuestros cuerpos alrededor del 68 por ciento. Ni siquiera Waterman, simplemente Agua: pone a la gente curiosa, y dicen, "¿perdón?" (pardon?) y lo digo nuevamente, "Water". Esto inmediatamente provoca una conversación y crea una conciencia de ello. Este nuevo nombre transmite mi profunda preocupación por el agua".

Falleció a los setenta y seis años en Liubliana el 2 de marzo de 2020, a consecuencia de complicaciones causadas por el tratamiento para el cáncer linfático que padecía.